# Ruta 104 (Uruguay)
La ruta 104 es una de las rutas nacionales de Uruguay, ubicada en el departamento de Maldonado.

## Trazado
La ruta nace en el km 165 de la ruta 10, próximo a las localidades de Manantiales y El Chorro, y recorre aproximadamente 15 km en dirección norte hasta su empale con la ruta 9, a pocos kilómetros de la ciudad de San Carlos. En el año 2021, fue nombrada en honor de Alejandro Atchugarry, ministro de Economía y Finanzas en 2002.